# Jean Baptiste Joseph Fourier
Jean Baptiste Joseph Fourier (Auxerre, 21 marzo 1768 – Parigi, 16 maggio 1830) è stato un matematico e fisico francese, conosciuto soprattutto per le sue famose serie e trasformata e per la sua legge sulla conduzione del calore.

## Biografia

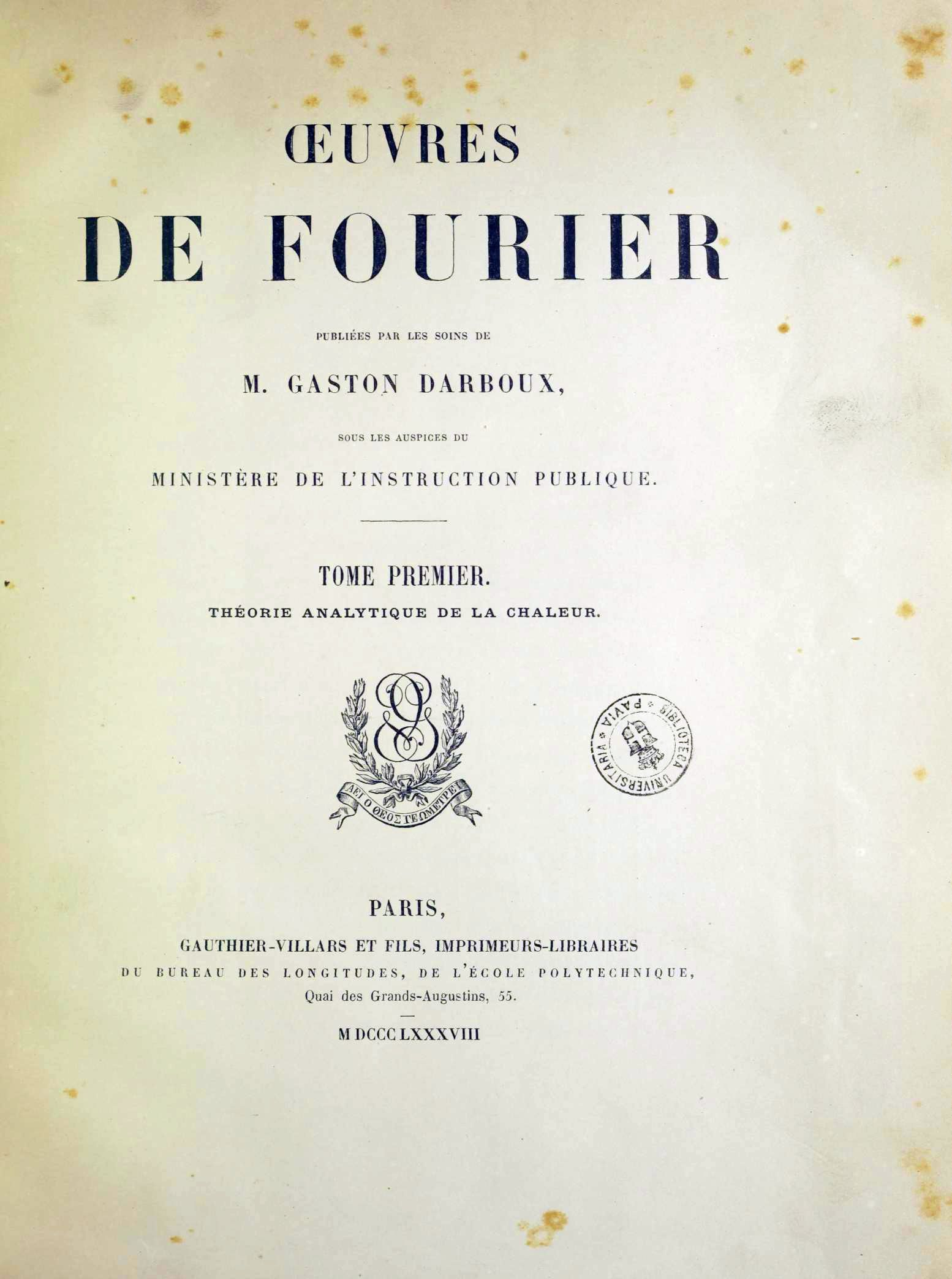
Théorie analitique de la chaleur, 1888

La sua istruzione si compì dapprima dai Benedettini, poi in una scuola militare. Partecipò alla Rivoluzione francese, rischiando di essere ghigliottinato durante il Terrore, ma fu salvato dalla caduta di Robespierre. Entrò quindi nella École Normale Supérieure, dove ebbe come professori, tra gli altri, Joseph-Louis Lagrange e Pierre-Simon Laplace. Succedette anche a quest'ultimo nel ruolo di professore alla École Polytechnique nel 1797.
Fourier partecipò alla campagna d'Egitto di Napoleone nel 1798 e ricoprì un importante ruolo di diplomatico in quel paese. Al suo ritorno in Francia, nel 1801, fu nominato da Napoleone prefetto dell'Isère. Fu quindi lì, nella città di Grenoble, che condusse i suoi esperimenti sulla propagazione del calore che gli consentirono di modellizzare l'evoluzione della temperatura per mezzo di serie trigonometriche. Questi lavori furono pubblicati nel 1822 in Théorie analitique de la chaleur (Teoria analitica del calore), ma furono molto contestati, specialmente da Laplace e Lagrange. Numerosi aspetti del cosiddetto problema di Fourier sulla propagazione del calore furono chiariti solo nel XX secolo. Nel 1817, entrò a far parte dell'Accademia delle Scienze. A Grenoble incontrò il giovane Jean-François Champollion.

## Contributi
Tra i suoi maggiori contributi figurano: la teorizzazione della serie di Fourier e la conseguente trasformata di Fourier in matematica, la formulazione dalla legge costitutiva lineare per la conduzione termica e la legge di Fourier in termodinamica.
Fu il primo a teorizzare come l'atmosfera terrestre possa agire come una serra che trattiene il calore solare.

## Riconoscimenti
A lui è stato intitolato l'omonimo cratere sulla Luna. Il suo è uno dei 72 nomi di cittadini francesi riportati sulla Torre Eiffel.

## Opere
- Théorie analytique de la chaleur (Parigi: Firmin-Didot, 1822)
  - (FR) Théorie analitique de la chaleur, vol. 1, Paris, Gauthier-Villars, 1888.
- The analytical theory of heat (Cambridge: University Press, 1878) (traduzione in inglese)
- Œuvres de Fourier (Parigi: Gauthier-Villars, 1888-1890)